# Палавански игличави пацов
Палавански игличави пацов (лат. Maxomys panglima) је врста глодара из породице мишева (лат. Muridae).

## Распрострањење
Филипини су једино познато природно станиште врсте.

## Станиште
Палавански игличави пацов има станиште на копну.

## Угроженост
Ова врста није угрожена, и наведена је као последња брига јер има широко распрострањење.

### Популациони тренд
Популација ове врсте је стабилна, судећи по доступним подацима.